# Karl III. (Ortenburg)
Reichsgraf Karl III. von Ortenburg (* 2. Februar 1715 in Ortenburg; † 1. März 1776 ebenda) war der einzige Sohn von Graf Johann Georg von Ortenburg und dessen zweiter Gemahlin Prinzessin Maria Albertina von Nassau-Saarbrücken, der zum Erwachsenenalter heranwuchs. Er entstammte dem niederbayerischen Adelshaus Ortenburg. Nach dem Tod seines Vaters 1725 übernahm Johann Georg nominell die Regentschaft, bis zu seiner Volljährigkeit im Jahre 1739 jedoch unter der Vormundschaft seiner Mutter.

## Leben und Wirken
Karl III. wurde am 2. Februar 1715 in Ortenburg, der reichsunmittelbaren Grafschaft, geboren. Nachdem sein Vater mit nur 39 Jahren verstorben war, wurde Karl als 10-Jähriger 1725 nominell Reichsgraf von Ortenburg. Seine Vormundschaft erhielt seine Mutter Prinzessin Maria Albertina von Nassau-Saarbrücken. Diese versuchte für die Ortenburger Bevölkerung das Bayerische Bürgerrecht zu erlangen. Obwohl sich sogar der Landshuter Vizedom dafür einsetzte, kam es nicht dazu.
Am 5. Mai 1739 übernahm Karl III. mit erreichen der Großjährigkeit die Regierung Ortenburgs. Die Belehnung mit der Grafschaft fand durch die Reichsvikare Kurfürst Karl Albrecht von Bayern und Kurfürst Karl Philipp von der Pfalz am 24. Oktober 1741 statt. Der Beginn seiner Amtszeit war vom Österreichischen Erbfolgekrieg überschattet. Karl musste den Heeren Durchzugs- und Stationierungsrecht in der kleinen Grafschaft gewähren. 1751 beendete er den 1703 begonnenen Umbau der Ortenburger Marktkirche durch Fertigstellung des Kirchturms mit Zwiebelhaube. Die Kosten der Arbeiten betrugen 870 Gulden.
Karl III. verstarb am 1. März 1776 in Ortenburg. Er wurde in der evangelischen Grablege in der Marktkirche zu Ortenburg beigesetzt.

### Bemerkenswertes
Aus seiner Ehe mit Louisa Sophia Wild- und Rheingräfin zum Stein entsprangen 14 Kinder. Die stellt bis heute die größte Nachkommenszahl im Hause Ortenburg dar. Lediglich sein Vorfahr Sebastian I. hatte mit 13 ähnlich viele Kinder.

## Nachkommen
Karl III. war mit Louisa Sophia Wild- und Rheingräfin zum Stein verheiratet. Aus dieser Ehe entstammen folgende Kinder:
- Sophia Carolina (* 10. Juli 1742 in Ortenburg, † 6. März 1749 in Gaugrehweiler)
- Karl Albrecht (* 30. Juni 1743 in Ortenburg, † 5. Februar 1787 ebenda), Reichsgraf von Ortenburg (1776–1787) ⚭ Christiane Louise Wild- und Rheingräfin zum Stein (* 20. Dezember 1753 in Gaugrehweiler, † 27. Oktober 1826 in Coburg)
- Ludwig Emanuel (* 30. Dezember 1744 in Ortenburg, † 20. November 1798 ebenda), Leutnant in der preußischen Armee
- Christian Friedrich (* 30. November 1745 in Ortenburg, † 17. Juli 1821 in Burghausen), Capitain im preußischen Militärdienst, Obristleutnant im kurpfälzisch-bayerischen Militärdienst, Begründer der Seitenlinie  Grafen von Orttenburg ⚭ Johanna Friderika Happe (* 1746, † unbekannt)
- Johann August (* 18. November 1746, † 24. April 1748 in Ortenburg)
- Georg Gustav (* 5. Februar 1748, † 18. Juli 1789 in Ortenburg)
- Friedrich Alexander Magnus (* 21. Januar 1749, † 14. März 1749 in Gaugrehweiler)
- Louise Johannetta (* 1. Januar 1750, † 4. April 1783 in Ortenburg)
- Adolf Ferdinand (* 13. Oktober 1751 in Ortenburg, † 22. Februar 1787 ebenda), Hauptmann in niederländischem Militärdienst, Mitglied im Deutschen Ritterorden
- Friderica Carolina (* 17. November 1752 in Ortenburg, † 22. Juni 1834 in Coburg), Kanonissin im Reichsstift Gandersheim
- Wilhelm Leopold (* 24. November 1753, † 10. April 1754 in Ortenburg)
- Albertina Wilhelmina (* 29. Oktober 1754, 16. März 1755 in Ortenburg)
- Christiane Alexandrine (* 28. September 1755 in Ortenburg, † 10. Juni 1812 in Prag), Kanonissin im Görzischen Stift Wallenstein
- Johann Rudolf (* 27. November 1756 in Ortenburg, † 7. September 1802 ebenda), Major im kaiserlich-österreichischen Militärdienst, später Oberstlieutenant ad honores